# 摩豪斯彗星
摩豪斯彗星（新的正式指定名稱：C/1908 R1）是美國天文學家Daniel Walter Morehouse在1908年9月1日首度發現和觀測的一顆明亮的非週期彗星。被觀察到尾部結構有不尋常的快速變化，有時，看似分成六個單獨的尾巴，並且與彗星的頭部完全分離。更不尋常的是在距離太陽2天文單位時就出現背向太陽的彗尾（一般要接近至1.5天文單位），而且呈現高濃度的CO+離子光譜。
因為是典型的來自歐特雲的新鮮彗星，它的軌道解或多或少的是接近拋物線的形式；即使它的軌道實際是封閉的，也需要數百萬年才能再返回。

## 外部連結
- 维基共享资源上的相關多媒體資源：摩豪斯彗星
- NASA JPL小天體瀏覽器上的Morehouse
- Photographs of Comet Morehouse from the Lick Observatory Records Digital Archive, UC Santa Cruz Library's Digital Collections （页面存档备份，存于）